# Caripe
Caripe – miasto w Wenezueli, w stanie Monagas.